# Mittitjärnen (Råneå socken, Norrbotten, 733729-177880)
Mittitjärnen är en sjö i Luleå kommun i Norrbotten och ingår i Råneälvens huvudavrinningsområde. Sjön har en area på 0,055 kvadratkilometer och ligger 24 meter över havet.

## Delavrinningsområde
Mittitjärnen ingår i det delavrinningsområde (733763-177958) som SMHI kallar för Ovan Kvarnån. Medelhöjden är 33 meter över havet och ytan är 2,14 kvadratkilometer. Räknas de 219 avrinningsområdena uppströms in blir den ackumulerade arean 3 779,41 kvadratkilometer. Avrinningsområdets utflöde Råneälven mynnar i havet. Avrinningsområdet består mestadels av skog (54 procent) och öppen mark (12 procent). Avrinningsområdet har 0,05 kvadratkilometer vattenytor vilket ger det en sjöprocent på 2,5 procent. Bebyggelsen i området täcker en yta av 0,36 kvadratkilometer eller 17 procent av avrinningsområdet.